# Parlamentsvalget i Estland 2015
Parlamentsvalget i Estland 2015 blev afholdt i Estland den 1. marts 2015. Forvalg blev afholdt mellem 19. og 25. februar med en deltagelse på 33 procent. Valgresultatet var et nederlag for de regerende partier Eesti Reformierakond og Sotsiaaldemokratlik partei samt det tidligere regeringsparti IRL, mens oppositionspartiet Keskerakond gik frem. To nye partier, Vabaerakond og EKRE, formåede at overgå spærregrænsen på 5%. Resultatet var dog ikke nok til at vælte den siddende regering, som efter valget optog IRL som nyt medlem.

## Valgresultat
| Partier                        | Partier                                                                    | Stemmer | Stemmer | Stemmer | Stemmer | Mandater | Mandater |
| Partier                        | Partier                                                                    | #       | ±       | %       | ±       | #        | ±        |
| ------------------------------ | -------------------------------------------------------------------------- | ------- | ------- | ------- | ------- | -------- | -------- |
|                                | Eesti Reformierakond (Det estiske reformparti)                             | 158 897 | −5 358  | 27,7    | −0,9    | 30       | −3       |
|                                | Keskerakond (Det estiske centerparti)                                      | 142 457 | +8 333  | 24,8    | +1,5    | 27       | +1       |
|                                | Sotsiaaldemokratlik partei (Estlands socialdemokratiske parti)             | 87 168  | −11 139 | 15,2    | −1,9    | 15       | −4       |
|                                | Isamaa ja Respublika liit, IRL (Unionen af Pro Patria og Res Publica)      | 78 679  | −39 344 | 13,7    | −6,8    | 14       | −9       |
|                                | Vabaerakond (Det fri parti)                                                | 49 882  | +49 882 | 8,7     | +8,7    | 8        | +8       |
|                                | Eesti konservatiivne rahvaerakond, EKRE (Estlands konservative folkeparti) | 46 763  | +46 763 | 8,1     | +8,1    | 7        | +7       |
|                                | Estlands grønne parti                                                      | 5 191   | −16 633 | 0,9     | −2,9    | 0        | ±0       |
|                                | Partiet for folkets enhed                                                  | 2 290   | +2 290  | 0,4     | +0,4    | 0        | ±0       |
|                                | Det estiske uafhængighedsparti                                             | 1 045   | −1 526  | 0,2     | −0,2    | 0        | ±0       |
|                                | Estlands forende venstreparti                                              | 763     | +763    | 0,1     | +0,1    | 0        | ±0       |
|                                | Partiløse                                                                  | 886     | −14 996 | 0,2     | −2,6    | 0        | ±0       |
| Totalt (valgdeltagelse 64,2 %) | Totalt (valgdeltagelse 64,2 %)                                             | 580 264 |         | 100,0   |         | 101      |          |